# Wiley Post

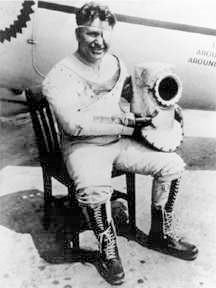
Wiley Post

Wiley Hardeman Post (ur. 22 listopada 1898 w hrabstwie Van Zandt, Teksas, zm. 15 sierpnia 1935 na Alasce) – lotnik amerykański.
Odbył loty dookoła świata, najpierw w 1931 wspólnie z Haroldem Gattym, a 22 lipca 1933 jako pierwszy pilot dokonał samotnego przelotu dookoła świata. Przeleciał 25 099 km w 7 dni 18 godzin i 45 minut. 
Następnie w 1934 odbył pionierskie loty stratosferyczne. Zginął wraz ze swoim pasażerem, amerykańskim humorystą, Willem Rogersem, 15 sierpnia 1935 w katastrofie lotniczej w pobliżu Point Barrow na Alasce.